# Pravilo lijeve ruke
Pravilom lijeve ruke određuje se smjer sile na vodič protjecan strujom koji se nalazi u magnetskom polju.
Postavimo li dlan lijeve ruke tako da silnice magnetskog polja ulaze u nj, a smjer ispruženih prstiju tako da se podudara sa smjerom struje, ispruženi će palac pokazivati smjer sile koja djeluje na vodič.